# Friedrich Lange
Ne doit pas être confondu avec Friedrich Lang.
Friedrich Lange, né le 29 octobre 1834 à Plau am See dans le Mecklembourg et mort le 15 juillet 1875 à Strasbourg, est un peintre allemand.

## Biographie

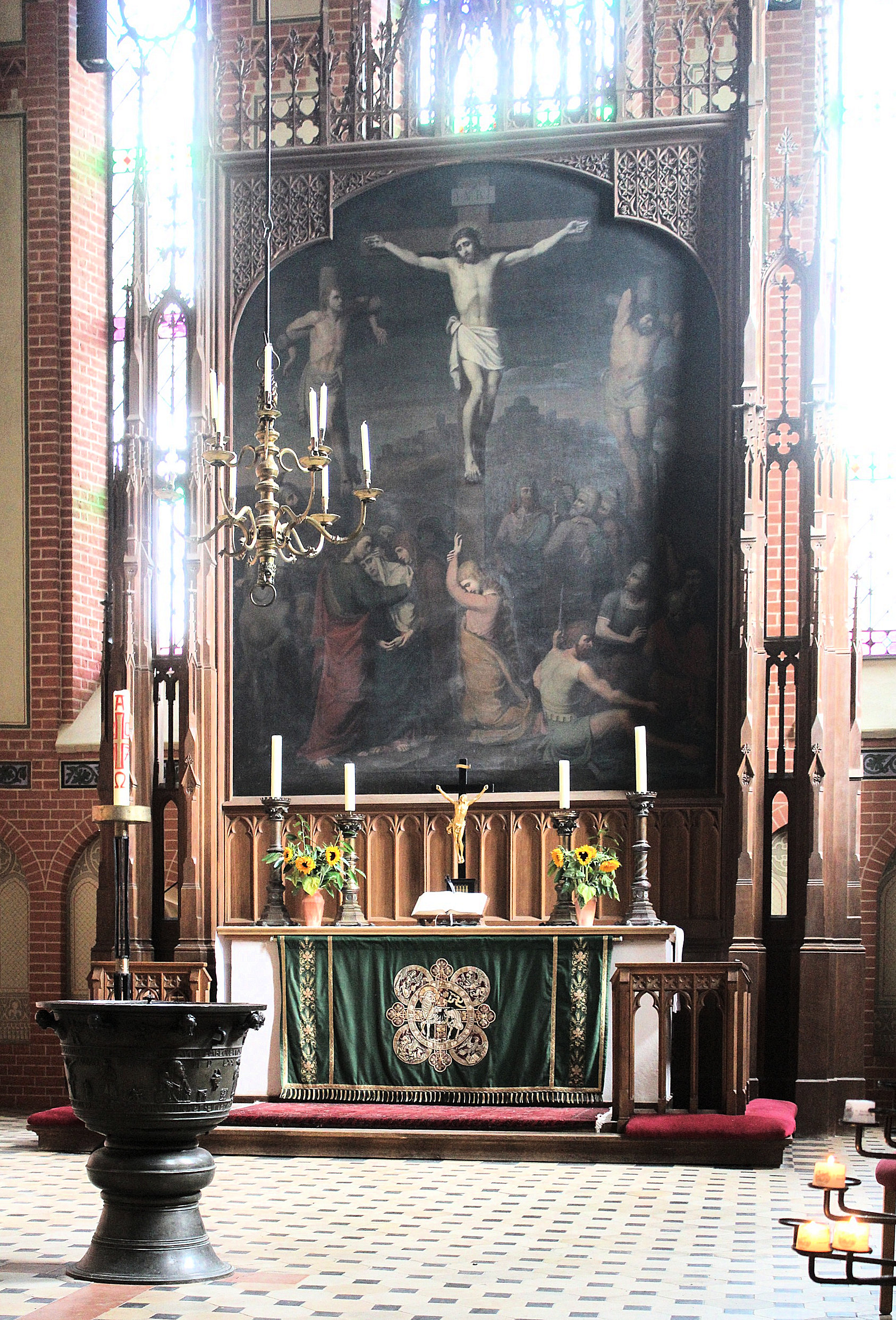
Crucifixion,.

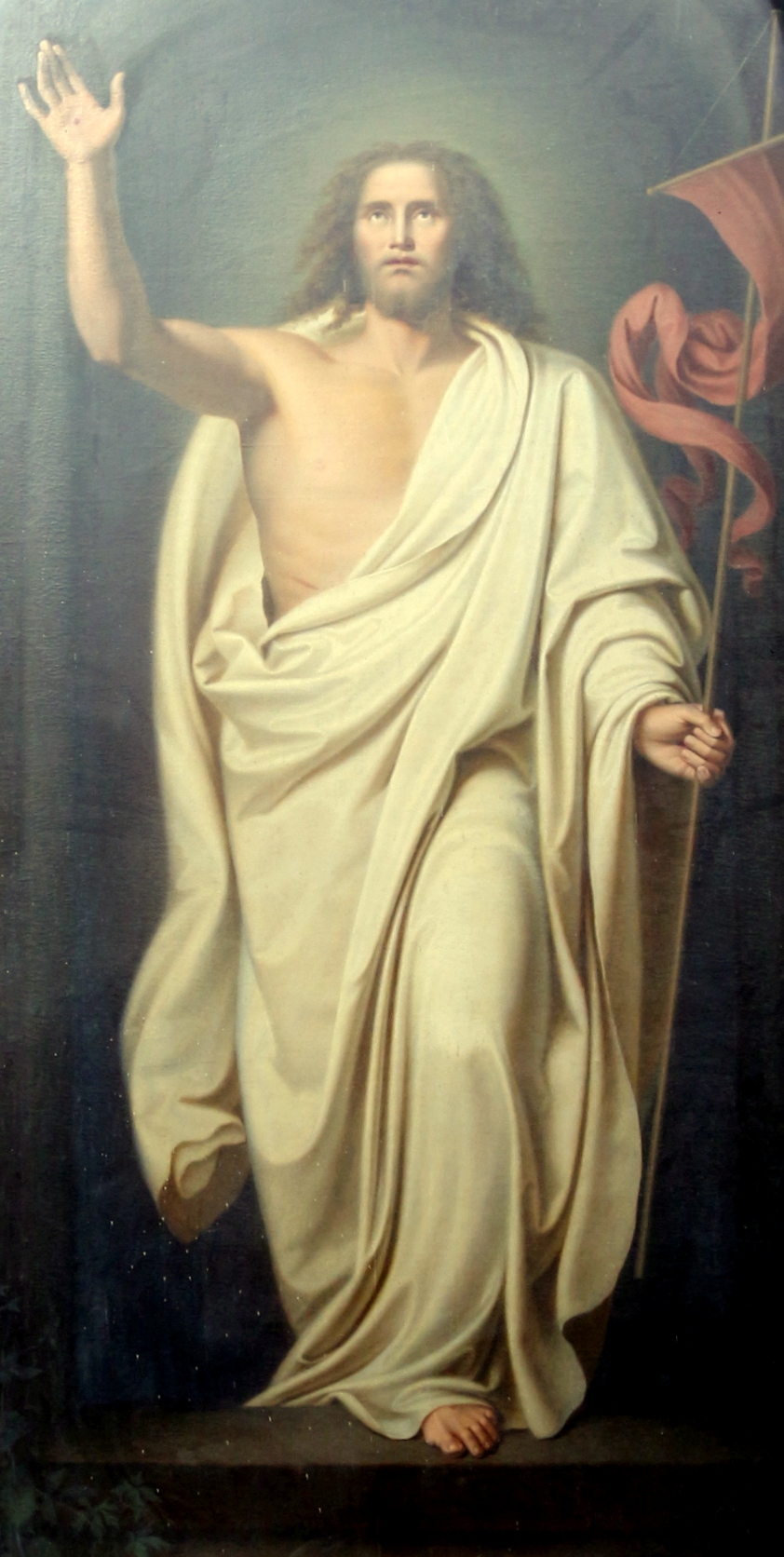
Christ ressuscité, église de Bützow.

Friedrich Lange, fils d'un greffier qui a cinq autres enfants, passe ses premières années à Plau am See puis à Bützow, où son père avait été muté. Il fait son apprentissage de peintre auprès de Gaston Lenthe à Schwerin, puis à l'Académie des Beaux-Arts de Dresde, où il a parmi ses professeurs Julius Schnorr von Carolsfeld.
Lange reçoit en 1859 une médaille d'or à l'exposition d'art de Dresde pour son tableau La mise au tombeau du Christ. De 1859 à 1862, il s'installe à Rome grâce à une bourse du grand-duc de Mecklembourg-Schwerin Frédéric-François II ; il est admis dans la Lukasbund [Confrérie de Saint-Luc], noyau du mouvement nazaréen, groupe d'artistes rattachés au romantisme qui souhaitent refonder et revitaliser l'art par les valeurs spirituelles de la religion chrétienne.
D'avril à octobre 1862, Lange vit à Schwerin où il réalise deux petites œuvres de commande. Il voyage ensuite en Bavière, Autriche et Italie du Nord.
Il meurt à l'âge de 40 ans en 1875.
L'une de ses filles, la peintre Laura Lange (de), avait un atelier à Munich avec Martha von Kranz.

## Œuvres (sélection)
- La chute de Phaéton, 1856.
- Christ en croix, 1856, Staatliches Museum, Schwerin.
- Mise au tombeau du Christ, 1858, église du village de Stralendorf (de).
- Crucifixion, 1860-1862, tableau d'autel, église Sainte-Marie de Plau am See (de).
- Christ en croix, 1862, église de Buchholz.
- Christ ressuscité avec l'étendard de la victoire, 1867, partie centrale du retable d'autel de l'église collégiale de Bützow (de).
- Nativité, Sermon sur la montagne et Résurrection, 1867, église de Neukloster.
- Foi, amour, espérance, 1867, Staatliches Museum, Schwerin.